# Slothrust
Slothrust (pronunciado sloth-rust, IPA: ['slɔθ.rʌst] ) es una banda estadounidense de  rock alternativo de Boston, Massachusetts, formada en 2010 a partir de un interés mutuo por cierto género musical.

## Trasfondo
Slothrust está formado por Leah Wellbaum (voz, guitarra) y Will Gorin (batería). Wellbaum y Gorin comenzaron a colaborar como estudiantes en el Sarah Lawrence College. Después de actuar en varios grupos escolares, los dos se unieron para crear música con un sonido "más pesado", más grunch en palabras del cantante.
El nombre Slothrust surgió como una combinación del antiguo proyecto de Wellbaum "Slothbox" y "rust" para significar el paso del tiempo.

### 2012–2013:Feels Your Pain
La banda lanzó su álbum debut Feels Your Pain, con su sencillo principal "7:30 AM". La pista se presentó más tarde como tema de apertura de la serie de televisión de FX You're the Worst, algo que les ayudó a poder difundir más su música.
En noviembre, Slothrust colaboró con Wreckroom Records para grabar una versión de " Happy Together " de The Turtles , la cual no tuvo tanto éxito como su primer sencillo.

### 2014–2015:Of Course You Do.
El 18 de febrero de 2014, Slothrust lanzó su segundo álbum Of Course You Do a través de Ba Da Bing, con un éxito inferior a su debut como banda.

### 2016–2017:Everyone Else
El 7 de julio de 2016, se anunció que Slothrust firmaría con Dangerbird Records , una discográfica indie que daba total libertad a los músicos que se afiliaban
La banda estrenó varios temas que llevaron al lanzamiento de su tercer álbum de larga duración, Everyone Else. El primer sencillo, "Horseshoe Crab", estrenado a través de Noisey el 10 de agosto de 2016, se explicó como "una narrativa oscura sobre el amor, la pérdida, el crecimiento, la depresión y la ansiedad existencial". Slothrust luego compartió "Like a child hiding behind a tombstone" y "Horseshoe Crab".
Todos los demás debutaron el 28 de octubre de 2016. El disco fue descrito como menos enojado y estrechamente relacionado con los sueños y el agua, " Of Course You Do", así como el anterior, Feels Your Pain, son un poco más enojados. Cuando escribes canciones más temprano en tu vida, dependiendo de dónde te encuentres, la probabilidad de que estén angustiadas es mayor", explicó Wellbaum a Out Magazine, "No creo que este disco esté enojado de la misma manera. Hace más preguntas... [ Everyone Else] tiene espacio para interpretación y para preguntas. Y el nuevo disco trata muy específicamente sobre el agua y los sueños de una manera que los dos primeros no."

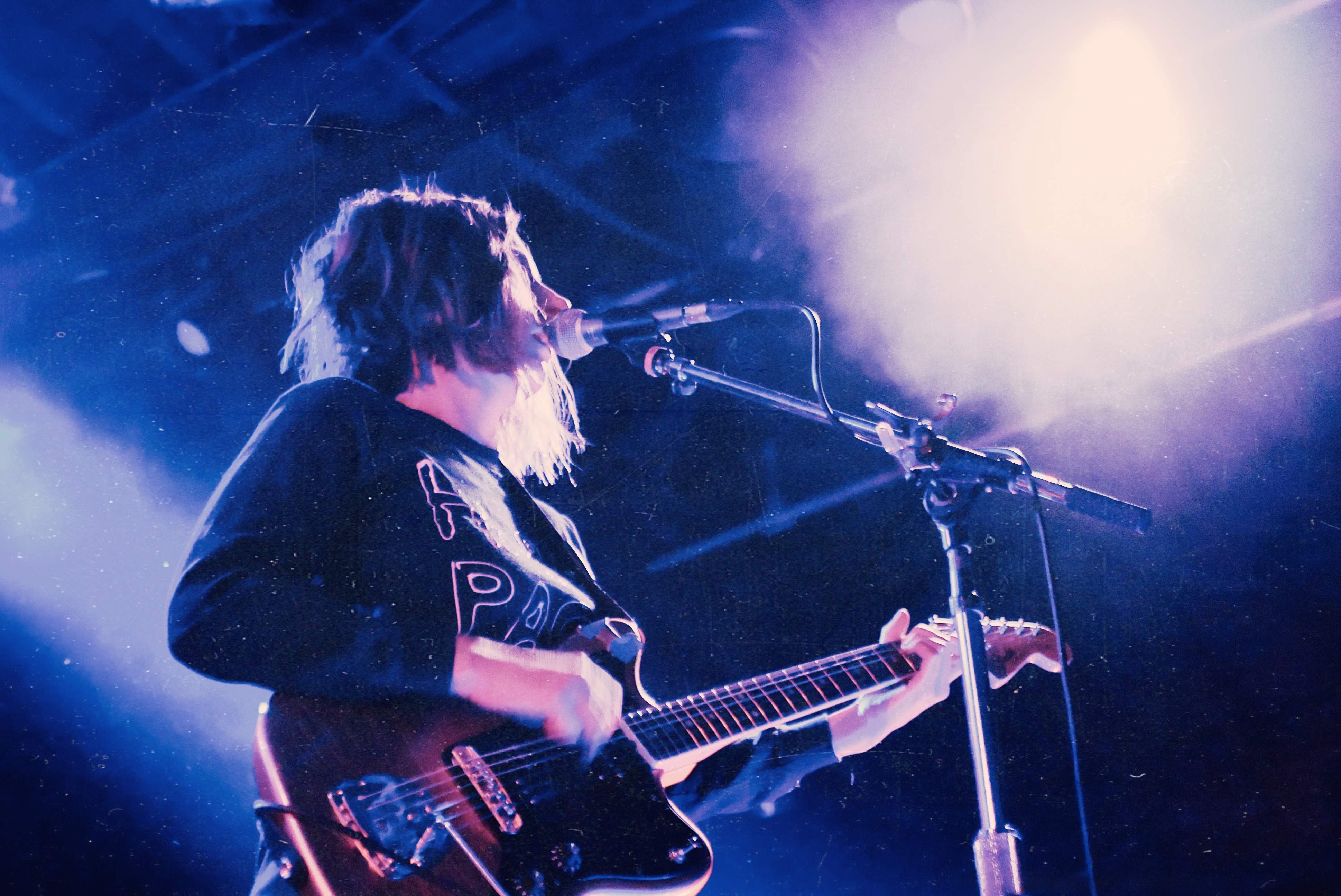
Slothrust tocando en vivo en Slim's, San Francisco, 2019

Al iniciar el lanzamiento de Everyone Else, la banda anunció una gira con la banda de rock Highly Suspect en el otoño de 2016. Además, la banda celebró el nuevo álbum con un espectáculo principal con entradas agotadas en la tienda/lugar de música Rough Trade de Brooklyn el 1 de noviembre La banda interpretó a Everyone Else en su totalidad, además de varios favoritos de los fanáticos como "7:30 AM", "Crockpot" y "Homewreck Wifey".
La banda pasó la mayor parte de 2017 de gira, incluidas las giras principales de Estados Unidos en marzo, julio y agosto. La banda también actuó en el Lollapalooza de Chicago. El 3 de agosto de 2017, se anunció que Slothrust estaría de gira por el Reino Unido en el otoño con la banda Manchester Orchestra.
El 8 de agosto de 2017, Slothrust estrenó una pista del lado B titulada "Milking the Snake", a través de DIY.

### 2018–2021:The Pact
Después de meses de grabación a principios de año, The Pact se lanzó el 14 de septiembre de 2018. El día del lanzamiento, la banda inició una gira de dos meses para promocionar el álbum. Se lanzaron videos para las pistas '"Peach" y "Double Down". En febrero de 2021, Big Mother Gig lanzó "The Underdog", una canción con la voz de Leah Wellbaum.
En abril de 2021, la banda anunció su próximo quinto álbum de estudio, Parallel Timeline, que Dangerbird Records lanzará en septiembre de 2021. Las canciones "Cranium", "Strange Astrology" y "The Next Curse" se lanzaron antes del álbum.
El 7 de agosto de 2021, se publicaron dos capturas de pantalla de un informe policial de la División de Policía de Columbus en el sitio de alojamiento de imágenes Imgur que detalla una acusación de violación contra Kyle Bann. El 13 de agosto, la banda anunció que estaban al tanto de "la acusación actual contra nuestro anterior bajista Kyle" y que ya no forma parte de Slothrust. El 1 de septiembre, anunciaron que estarían de gira con el bajista Brooks Allison, el cual desde entonces ha sido integrado en sus sesiones de estudio, ayudando a dar nuevas texturas a su música.

## Miembros de la banda
- Leah Wellbaum — voz principal ; guitarra
- Will Gorin - batería
- Brooks Allison - bajo (gira)

## Discografía

### Álbumes de estudio
| Feels Your Pain                                                           | - Lanzamiento: 24 de mayo de 2012 - Disquera: Ba Da Bing Records - Formatos: CD, Descarga digital                     | —  | —  |
| Por supuesto que sí                                                       | - Lanzamiento: 18 de febrero de 2014 - Etiquetas: Ba Da Bing Records, Burger Records - Formatos: CD, Descarga digital | —  | —  |
| Everyone Else                                                             | - Lanzamiento: 28 de octubre de 2016 - Disquera: Dangerbird Records - Formatos: CD, Descarga digital, Vinilo          | —  | —  |
| The Pact                                                                  | - Lanzamiento: 14 de septiembre de 2018 - Disquera: Dangerbird Records - Formatos: CD, Descarga digital, Vinilo       | 11 | 38 |
| Parallel Timeline                                                         | - Lanzamiento: 10 de septiembre de 2021 - Disquera: Dangerbird Records - Formatos: CD, Descarga digital, Vinilo       | —  | —  |
| "—" denota un álbum que no llegó a las listas de éxitos o que no se lanzó | |    |    |

### EP
| Título                        | Detalles del álbum                                                    |
| ----------------------------- | --------------------------------------------------------------------- |
| The Demo(n)s                  | - Lanzamiento: 1 de junio de 2010 - Sello: Autoeditado                |
| Show me how you want It to be | - Lanzamiento: 10 de noviembre de 2017 - Disquera: Dangerbird Records |
| Peach                         | - Lanzamiento: 25 de octubre de 2019 - Disquera: Dangerbird Records   |

### Singles
| Título              | Detalles del álbum                                                            |
| ------------------- | ----------------------------------------------------------------------------- |
| "In a Sexual Way"   | - Lanzamiento: 29 de mayo de 2012 - Discográfica: Wreckroom                   |
| "Happy Together"    | - Lanzamiento: 20 de noviembre de 2012 - Discográfica: Wreckroom              |
| "7:30 AM"           | - Lanzamiento: 28 de abril de 2013 - Disquera: Ba Da Bing Records / Wreckroom |
| "No Eye Candy"      | - Lanzamiento: 8 de abril de 2014 - Disquera: Ba Da Bing Records              |
| "Electric Funeral"  | - Lanzamiento: 22 de abril de 2014 - Discográfica: Wreckroom                  |
| "Horseshoe Crab"    | - Lanzamiento: 10 de agosto de 2016 - Disquera: Dangerbird Records            |
| "Milking the Snake" | - Lanzamiento: 8 de agosto de 2017 - Disquera: Dangerbird Records             |
| "Planetarium"       | - Lanzamiento: 31 de agosto de 2018 - Disquera: Dangerbird Records            |
| "Double Down"       | - Lanzamiento: 9 de enero de 2019 - Disquera: Dangerbird Records              |
| "Cranium"           | - Lanzamiento: 24 de febrero de 2021 - Disquera: Dangerbird Records           |
| "Strange Astrology" | - Lanzamiento: 16 de abril de 2021 - Disquera: Dangerbird Records             |
| "Waiting"           | - Lanzamiento: 10 de septiembre de 2021 - Disquera: Dangerbird Records        |